# 芦北町
芦北町（あしきたまち）は、熊本県南部の葦北郡にある町。

## 地理
熊本市の南西約60kmに位置する。町域西部～北西部は八代海に面し、町域東部の山間部を球磨川が流れている。面積は県内で7番目に広い。

### 隣接している市町村
- 八代市
- 水俣市
- 葦北郡津奈木町
- 球磨郡球磨村

### 地名
旧佐敷町域
- 大尼田
- 乙千屋
- 桑原
- 佐敷
- 白岩
- 田川
- 立川
- 鶴木山
- 計石
- 花岡
- 伏木氏
- 松生
- 道川内
- 宮浦
- 八幡
- 芦北

旧大野村域
- 天月
- 市野
- 大野
- 国見
- 塩浸
- 白木
- 白石
- 告

旧吉尾村域
- 箙瀬
- 大岩
- 海路
- 黒岩
- 吉尾
- 上原

旧湯浦町域
- 大川内
- 高岡
- 豊岡
- 古石
- 丸山
- 宮崎
- 女島
- 湯浦
- 米田

旧田浦町域
- 井牟田
- 海浦
- 小田浦
- 田浦
- 田浦町
- 波多島
- 横居木

## 歴史
町の中心部にあたる佐敷地区には江戸時代に薩摩と江戸を結ぶ薩摩街道の宿場が置かれ、宿場町として栄えたが、現在その面影はない。
1955年（昭和30年）1月1日に葦北郡内の佐敷町・大野村・吉尾村の2町1村が新設合併し、葦北町が発足。1970年（昭和45年）11月1日に葦北町と湯浦町が新設合併し、芦北町となった。2005年（平成17年）1月1日に平成の大合併で葦北郡田浦町と新設合併し、新町制による芦北町となった。

### 年表
- 2005年（平成17年）1月1日 - （旧）芦北町と田浦町が新設合併し、（新）芦北町が発足。
- 2020年（令和2年）7月3日-4日 - 令和2年7月豪雨により佐敷川が氾濫[2]、町内各地が被災。町内で死者11名、行方不明者1人、住宅の全壊73件・大規模半壊157件・半壊934件・準半壊183件・一部損壊500件[3]を記録し、町内にある国道3号のトンネルに土砂が流入[4]するなど大規模な被害を生じる。

## 地域

### 人口
| |                                        |  |
| 芦北町と全国の年齢別人口分布（2005年） | 芦北町の年齢・男女別人口分布（2005年） |  |
| ■紫色 ― 芦北町 ■緑色 ― 日本全国 | ■青色 ― 男性 ■赤色 ― 女性              |  |
| 芦北町（に相当する地域）の人口の推移 \| 1970年（昭和45年） \| 29,370人 \| \| \| 1975年（昭和50年） \| 27,909人 \| \| \| 1980年（昭和55年） \| 27,413人 \| \| \| 1985年（昭和60年） \| 26,473人 \| \| \| 1990年（平成2年） \| 25,024人 \| \| \| 1995年（平成7年） \| 23,744人 \| \| \| 2000年（平成12年） \| 22,373人 \| \| \| 2005年（平成17年） \| 20,840人 \| \| \| 2010年（平成22年） \| 19,316人 \| \| \| 2015年（平成27年） \| 17,661人 \| \| \| 2020年（令和2年） \| 15,681人 \| \| |                                        |  |
| 総務省統計局 国勢調査より |                                        |  |
| 1970年（昭和45年） | 29,370人                               |  |
| 1975年（昭和50年） | 27,909人                               |  |
| 1980年（昭和55年） | 27,413人                               |  |
| 1985年（昭和60年） | 26,473人                               |  |
| 1990年（平成2年） | 25,024人                               |  |
| 1995年（平成7年） | 23,744人                               |  |
| 2000年（平成12年） | 22,373人                               |  |
| 2005年（平成17年） | 20,840人                               |  |
| 2010年（平成22年） | 19,316人                               |  |
| 2015年（平成27年） | 17,661人                               |  |
| 2020年（令和2年） | 15,681人                               |  |

### 行政

#### 町
- 町長：竹﨑一成（2005年1月23日就任、4期目）
- 町議会議員：16人（任期は2022年まで）

#### 県の機関
- 芦北地域振興局（保健・衛生に関する業務を除く）
- 芦北警察署

## 産業
- 2004年度町内総生産：565億円
- 漁業が盛ん。うたせ船による独特の漁が行われる。
- 農業においては柑橘類の生産が盛んである。
  - 1949年旧田浦町（当時田浦村）にてカワノナツダイダイ（甘夏）の栽培が始まった。現在でも生産量日本一である。
  - 近年においてはデコポンの生産が増えている。
- 球磨川に電源開発の瀬戸石ダム・瀬戸石発電所があり、最大2万キロワットの水力発電を行う。ダムは対岸の球磨村にまたがる（詳細は瀬戸石ダムを参照）。

### 特産品
- デコポン
- 甘夏
- 大関米
- 大関牛
- 芦北自酒
- タチウオ
- 足赤海老

## 教育

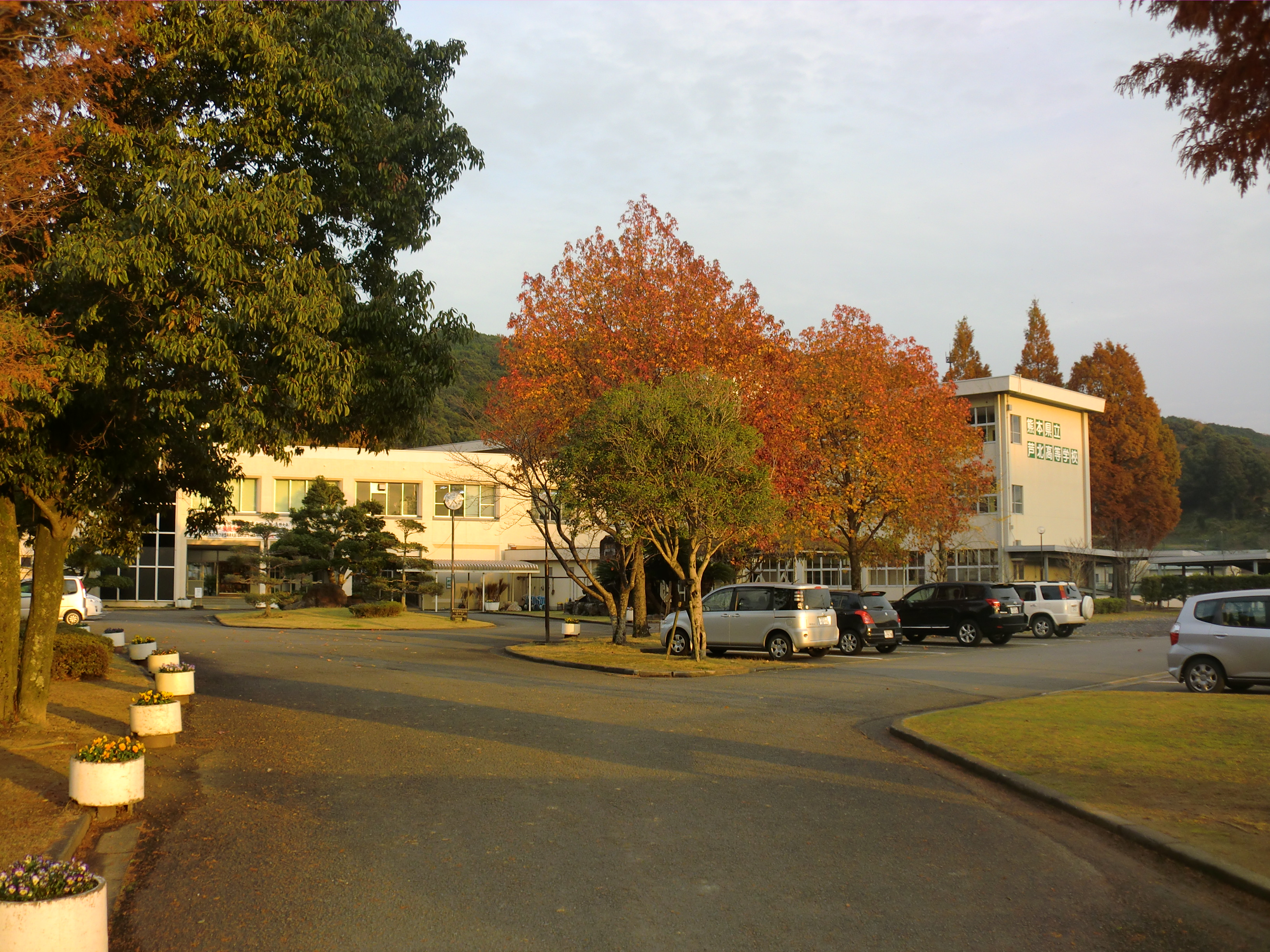
芦北高等学校

### 小学校
2023年度現在現存する小学校
- 芦北町立内野小学校
- 芦北町立大野小学校
- 芦北町立佐敷小学校
- 芦北町立田浦小学校
- 芦北町立湯浦小学校

### 中学校
- 芦北町立佐敷中学校
- 芦北町立田浦中学校
- 芦北町立湯浦中学校

### 特別支援学校
- 熊本県立芦北支援学校

### 高等学校
- 熊本県立芦北高等学校

## 交通

### 鉄道
九州旅客鉄道
- 肥薩線：海路駅 - 吉尾駅 - 白石駅

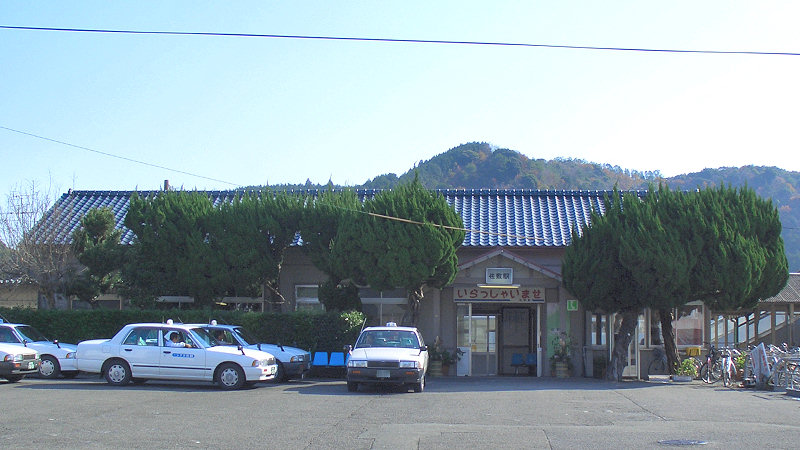
佐敷駅

  - ※令和2年7月豪雨の影響により町内全区間が不通となっており、町内ではバス代行輸送も実施されていない。

肥薩おれんじ鉄道
- 肥薩おれんじ鉄道線：上田浦駅 - たのうら御立岬公園駅 - 肥後田浦駅 - 海浦駅 - 佐敷駅 - 湯浦駅

町の中心となる駅：佐敷駅
この他、九州新幹線が新八代駅 - 新水俣駅間で当町を通過しているが、町内には駅は無い。

### バス
- 産交バス - 町内の道の駅たのうらを拠点に、北部の八代市との間を結ぶ路線と、南部の佐敷、湯浦、津奈木町を経由して水俣市との間を結ぶ路線がある。いずれも主に国道3号を通る。
  - 道の駅たのうら - 日奈久 - 八代駅 - 八代市役所前
  - 道の駅たのうら - 佐敷駅 - 湯浦 - 津奈木 - 新水俣駅 - 水俣駅 - 水俣産交

### 道路
高速道路
- 南九州自動車道：田浦IC・芦北IC

一般国道
- 国道3号
- 国道219号

主要地方道
- 熊本県道27号芦北球磨線
- 熊本県道56号水俣田浦線
- 熊本県道60号芦北坂本線

道の駅
- たのうら

## 名所・旧跡・観光スポット・祭事・催事

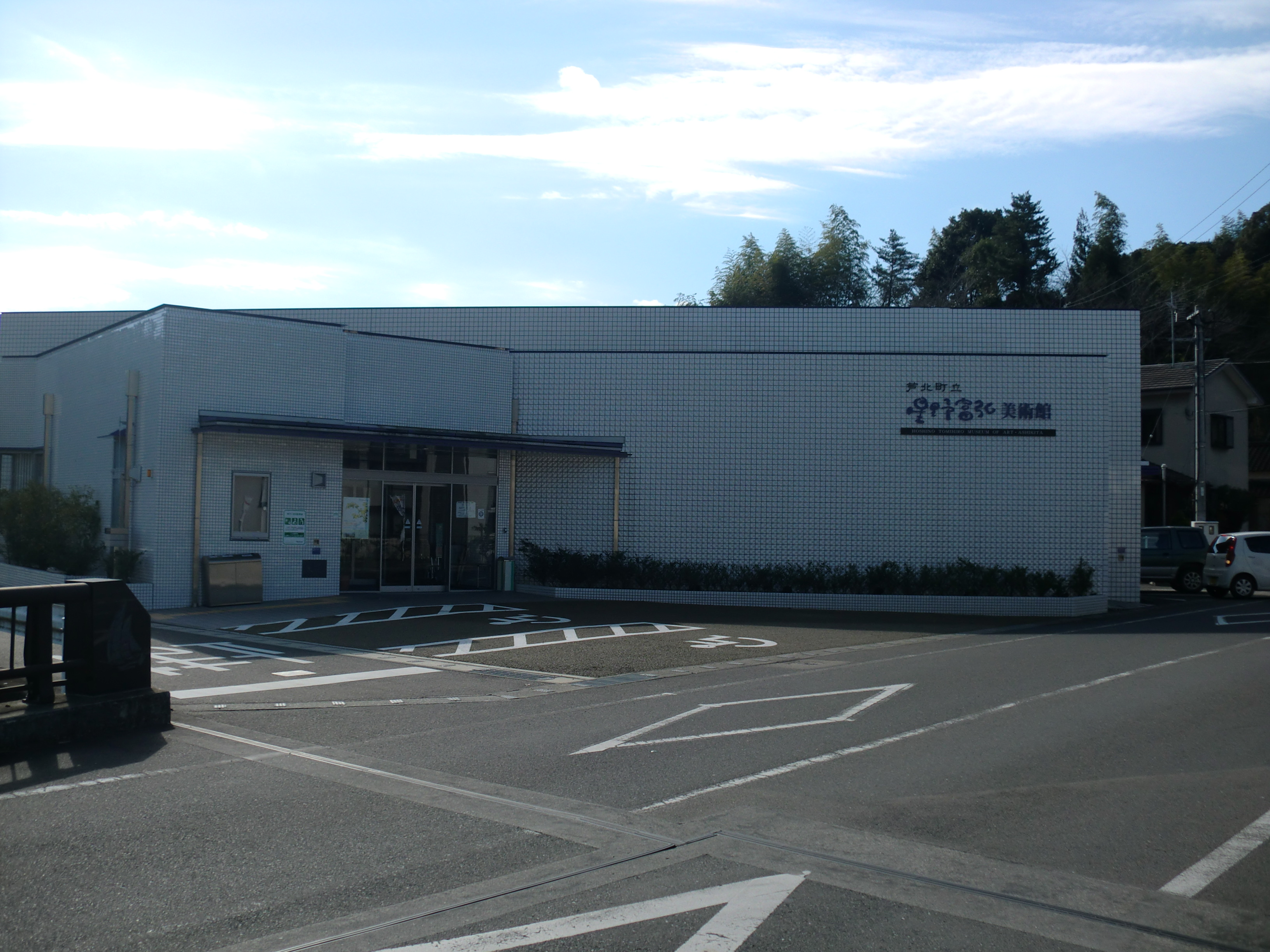
芦北町立星野富弘美術館

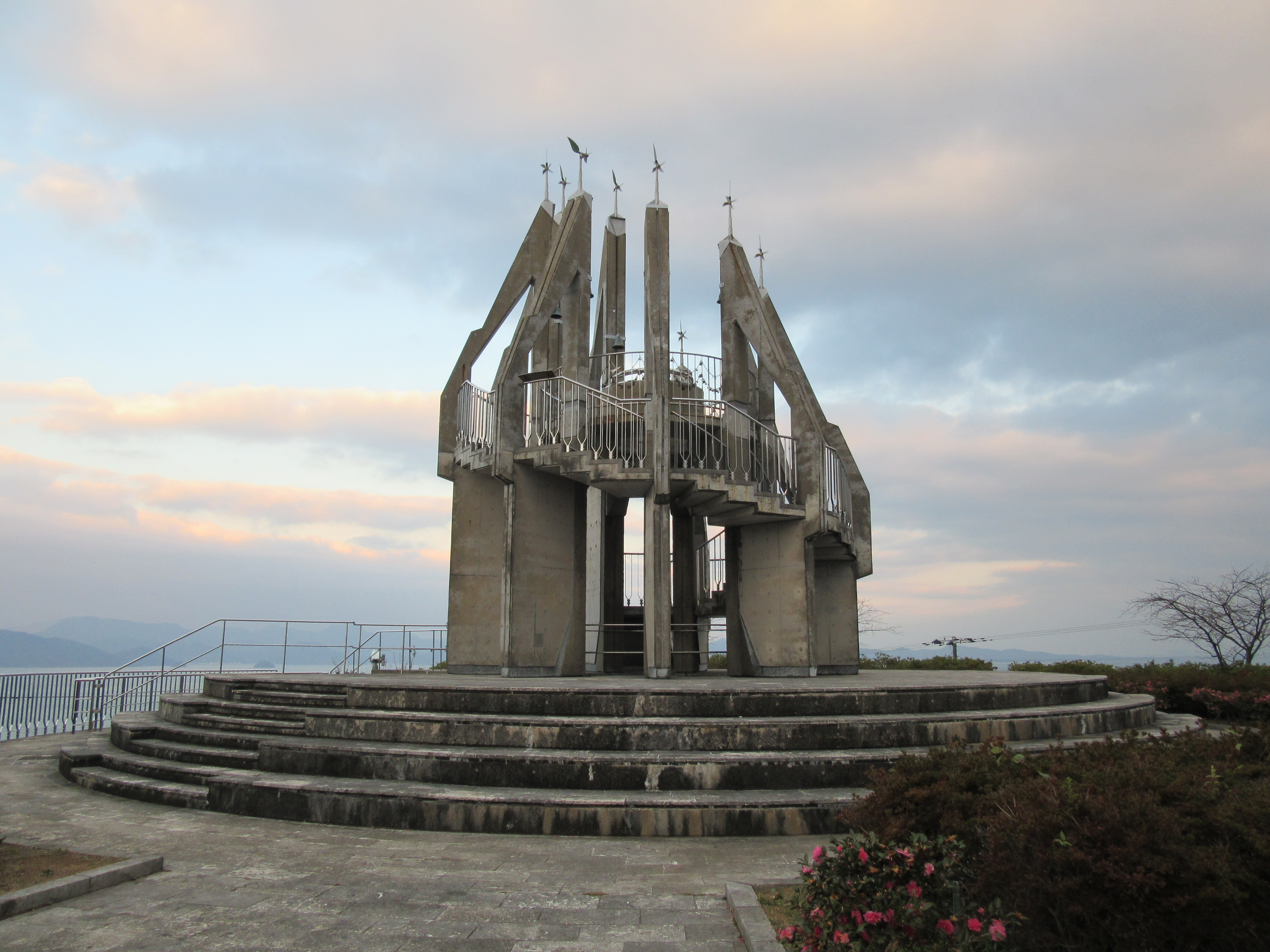
御立岬公園シンボルタワー

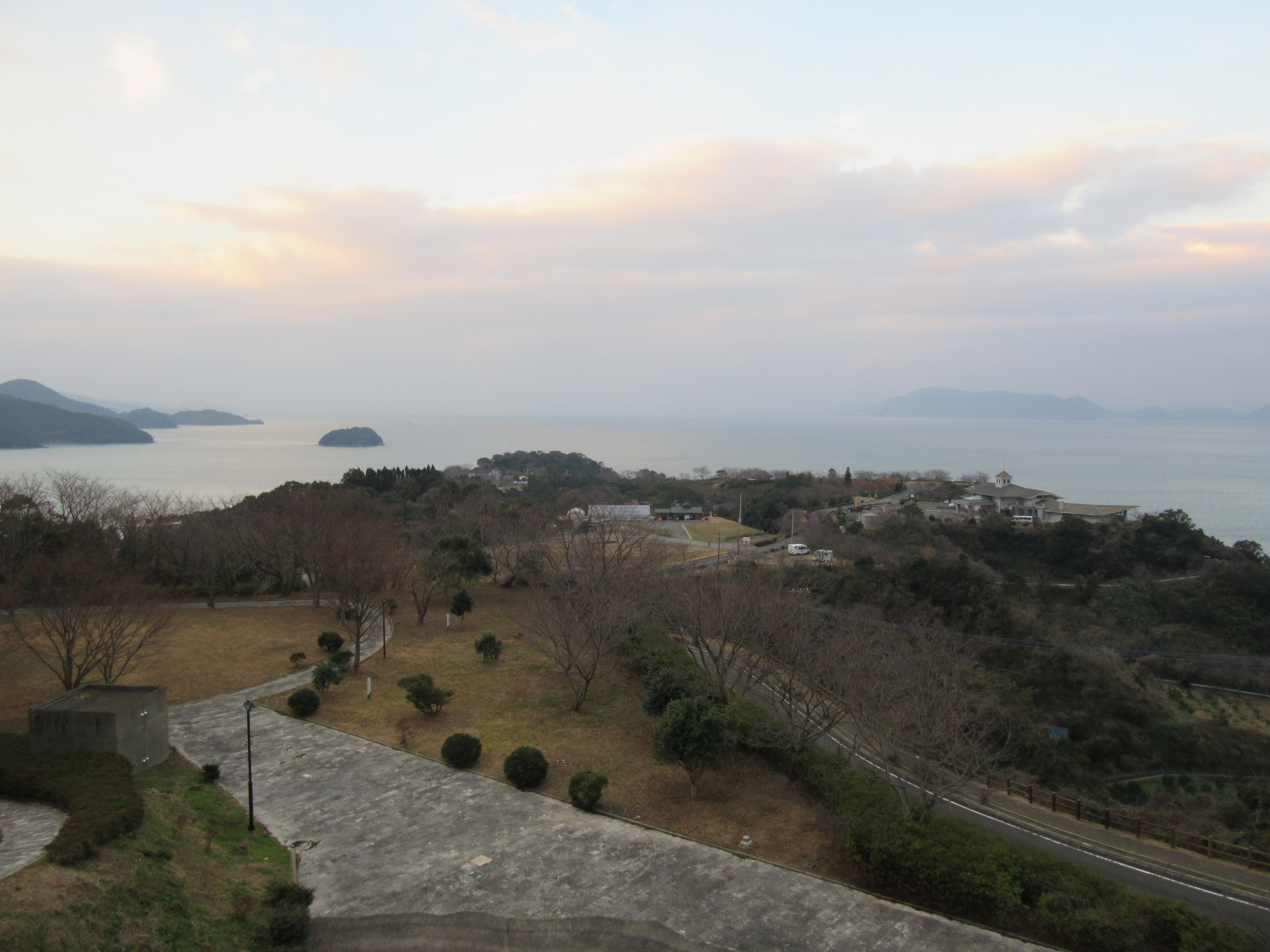
御立岬公園

### 名所・旧跡・観光スポット
- 佐敷諏訪神社
- 湯浦諏訪神社
- 田浦阿蘇神社
- うたせ船
- 佐敷城跡
- 野坂の浦
- 御立岬公園
- 芦北海浜総合公園
- 赤松館 - 料理研究家江上トミ生家。国登録有形文化財。
- 芦北町立星野富弘美術館 - みどり市立富弘美術館の姉妹館。
- 湯浦温泉
- 計石温泉

### 祭事・催事
- 佐敷諏訪神社例大祭（4月28・29日）
- 田浦阿蘇神社例大祭
- 七夕祭り

## 著名な出身者
- 馬場昇（政治家）
- 岡本公三（テロリスト、テルアビブ空港乱射事件犯人）
- 浦田賢治（法学者）
- 村枝賢一（漫画家）
- 江上トミ（料理研究家）
- 松永幸男（プロ野球選手）
- 立岡宗一郎（プロ野球選手）
- 橋本篤郎（プロ野球選手）
- 藤井瑞希（バドミントン選手）
- 熊乃浦忠行（大相撲力士）
- 嶋本えみ（ローカルタレント）

## 放課後ていぼう日誌
芦北町は、2017年から「ヤングチャンピオン烈」で連載され、2020年からテレビアニメ化もされている小坂泰之による日本の漫画、『放課後ていぼう日誌』の舞台である「芦方町」のモデルとなっている。実際の風景や場所がアニメに取り上げられていることから、サイトの設置やキャラクターが描かれた商品など、作品と町の観光協会とのコラボレーションがなされている。2020年7月の豪雨災害で甚大な被害を受けた芦北町には、同作品のファンからのメッセージやふるさと納税による寄付が寄せられた。